# Deutschnofen
Deutschnofen (italià Nova Ponente) és un municipi italià, dins de la província autònoma de Tirol del Sud. És un dels municipis del districte i de Salten-Schlern. L'any 2007 tenia 3.566 habitants. Comprèn les fraccions de Petersberg (Monte San Pietro) i Sankt Nikolaus/Eggen (San Nicolò d'Ega). Limita amb els municipis d'Aldein, Bozen, Branzoll, Karneid, Leifers, Welschnofen, i amb Predazzo, Tesero i Varena (província de Trento).

## Situació lingüística
| Pertinença lingüística (cens 2001) | 97,10% alemany |
| Pertinença lingüística (cens 2001) | 2,51% italià   |
| Pertinença lingüística (cens 2001) | 0,39% ladí     |

## Administració

Territori comunal

| Període | Identitat     | Partit |
| ------- | ------------- | ------ |
| 2004-   | Bernhard Daum | SVP    |